# The Odyssey (minissérie)
The Odyssey é uma minissérie produzida pela NBC, que conta as viagens de Odisseu (Armand Assante) de volta para casa.